# محمد تقي سفر
ميرزا محمد تقي سفر المعروف أيضًا باسم ميرزا محمد تقي كاشاني ، أو بالتكريم لسان الملك (1801-1880)، كان مؤرخًا للبلاط الإيراني وأديبًا في العصر القاجاري. كتب تحت اسم مستعار هو سفر (" الكرة السماوية ")، وهو معروف بتأليفه لكتاب فارسي طويل بعنوان ناسخ تواريخ السلاطين القاجاريين والمعروف أيضًا باسم ناسخ التواريخ.

## السيرة
وُلِد سفر في عام 1801 في كاشان وتمتع بشباب دراسي. استقر في نهاية المطاف في العاصمة طهران في سنوات شبابه وأصبح تلميذًا للفنان والكاتب فتح علي خان سابا ، الذي نشأ أيضًا في كاشان. عندما اعتلى الشاه القاجاري محمد شاه في عام 1834 العرش، عيَّن سفر ليكون شاعر المديح القاجاري، بالإضافة إلى كونه مندوبًا ومستوفي ديوان (سكرتيرًا ومحاسبًا في الخزانة الإيرانية). في عام 1853 منحه ناصر الدين شاه اللقب الشرفي "لسان الملك".
توفي سفر في آذار 1880. كان جد المؤرخ عبد الحسين ملك المفارقين.

## الأعمال وأسلوب الكتابة
كتب باسمه القلمي سفر، والذي يترجم إلى الكرة السماوية.
أكمل سفر كتاب "براهين العجم" في عام 1835؛ يتناول العمل العروض الفارسي ويوضحه أمثلة من الشعراء الفرس في العصور الوسطى، وهو كتاب متأثر بالعربية. وبعد عدة سنوات، في عام 1842، وبأمر من محمد شاه قاجار، بدأ سفر في كتابة السجل الفارسي ناسخ تواريخ السلاطين القاجاريين، والمعروف أيضًا ببساطة باسم ناسخ التواريخ. ويخصص الجزء الأعظم من كتابه لتتبع الهوية الوطنية الإيرانية في قصة التشيع. وقد كتب الجزء الذي يتناول التاريخ الإسلامي المبكر ابن سفر، وهو عباس قولي، بينما قام هو نفسه بتأليف الجزء المتعلق برُعاته، أي القاجاريين. يُعد هذا الجزء الخاص بالقاجاريين الجزء الوحيد المهم والجدير بالذكر في السجل، ويغطي الفترة حتى عام 1857.
وكجزء من جانبه الديني، رعى العمل ابن محمد شاه قاجار وخليفته ناصر الدين شاه قاجار (حكم. 1848-1896)، الذي بذل جهودًا واعية في رعاية الشعور بالهوية الوطنية القائمة على الاستمرارية الملكية، وكان هو نفسه الممثل السياسي للإمام الثاني عشر. وقد استكمل هذا الجانب اهتمام ناصر الدين شاه بالوعي التاريخي الأدبي الإيراني. 
اعتمد الكتاب الأوائل في تاريخ البابيين، مثل آرثر دي جوبينو وألكسندر كاسيموفيتش كازيمبيك وإدوارد جرانفيل براون، بشكل كبير على تأريخ سفر، حيث أشاد براون بصدق سفر ودقته، رغم عدم إيمانه بالبابية. ومع ذلك، فإن سجلات سفر تصور البابيين بشكل سلبي للغاية عمومًا.
وتحدث دي جوبينو، الذي التقى بسفر أثناء إقامته في إيران، عن جدية سفر العلمية والإدارية، على النقيض من جدية رضا قلي خان هدايت، الذي وصف دي جوبينو كتاباته بأنها كانت مؤلفة بطريقة خفيفة ومرحة. يمكن العثور على أشعار سفر في مختارات، بما في ذلك مجمع الفصحى لهدايات. تُظهر هذه الأبيات مهارة سفر الفنية، إلا أنها تفتقر إلى النضارة والذوق.